# .fk
Pour les articles homonymes, voir FK.
.fk est le domaine de premier niveau national (country code top level domain : ccTLD) réservé aux îles Falkland.